# À propos d'Elly
Pour plus de détails, voir Fiche technique et Distribution.
À propos d'Elly (en persan : درباره الی, Darbāreye Elly ; en anglais : About Elly) est un film iranien réalisé par Asghar Farhadi, sorti en 2009.

## Synopsis
Lors d'un week-end au bord de la mer Caspienne au nord de l’Iran, un groupe d’amis de la faculté de droit de l'université de Téhéran se rassemble.  Ils sont trois couples : Sepideh (qui organise ce voyage), son mari Amir et leur fille ; Shohreh, son mari Peyman et leurs deux enfants, dont un garçon nommé Arash ; Naazy et son mari Manouchehr ; et Elly, institutrice de la fille d'Amir et Sepideh, que cette dernière a invitée pour la présenter à Ahmad, un ami revenu d’Allemagne pour (probablement) se marier.
Ils se rendent dans une villa que Sepideh a réservée depuis Téhéran, mais la responsable du lieu leur dit qu'ils ne pourront pas y rester trois jours. Elle leur suggère d'aller dans une autre villa, inoccupée, sale et en mauvais état, mais chacun y met du sien pour le ménage et les menues réparations, dans la bonne humeur, et la maison devient vite chaleureuse. Elly, qui ne connaît personne, est un peu timide parmi eux tous. Ahmad est attiré par elle, et le groupe essaie de les rapprocher. Les allusions sont grossières et gênent un peu la jeune femme, qui éprouve aussi de l'attirance pour Ahmad.
Le séjour se déroule dans une ambiance de fête, lorsque tout à coup on s'aperçoit qu'Arash, le fils de Shohreh et Peyman, est en train de se noyer ; et Elly a disparu…

## Fiche technique
- Titre : À propos d'Elly
- Titre original : درباره الی (Darbareye Elly)
- Réalisation : Asghar Farhadi
- Scénario : Asghar Farhadi, Azad Jafarian et Asghar Farhadi
- Musique : Andrea Bauer
- Photographie : Hossein Jafarian
- Montage : Hayedeh Safiyari
- Production : Asghar Farhadi, Simaye Mehr et Mahmoud Razavi
- Société de production : Dreamlab
- Société de distribution : Memento Films (France)
- Pays :  Iran et  France
- Genre : drame et
- Durée : 119 minutes
- Dates de sortie : 
  -  Iran : 6 juin 2009
  -  France : 9 septembre 2009

## Distribution
- Golshifteh Farahani : Sepideh
- Taraneh Allidousti : Elly
- Shahab Hosseini : Ahmad, rentré d'Allemagne
- Mani Haghighi : Amir, le mari de Sepideh
- Rana Azadivar : Naazy
- Saber Abbar : Alireza, le fiancé
- Merila Zarei : Shohreh
- Peyman Maadi : Peyman, le mari de Shohreh
- Ahmad Mehranfar : Manouchehr, le mari de Naazy
- Kourosh Torbat Zadeh : Reza Ahmadi

## Distinctions
Asghar Farhadi remporte l'Ours d'argent du meilleur réalisateur lors de la Berlinale 2009.

## Accueil

### Box Office
Cumulé en semaines d'exploitation:
| Pays ou région | Box-office      | Date d'arrêt du box-office | Nombre de semaines |
| -------------- | --------------- | -------------------------- | ------------------ |
| France         | 100 582 entrées | 2 décembre 2009            | 12                 |

### Critiques
Sur Le Monde, selon Thomas Sotinel « Asghar Farhadi met en scène avec justesse la désintégration d'un groupe d'amis, rattrapés par le puritanisme ». « Le temps de prendre en compte quelques particularités - les foulards qui couvrent la tête des femmes, les chansons populaires en farsi qui remplacent les tubes pop - et l'on est pris au piège de ce film troublant, qui met la trame d'un divertissement classique à l'épreuve des dures contraintes du monde, tel qu'il s'est construit en Iran ces trente dernières années ». « On ne peut s'empêcher de penser que Sepideh et ses amis ressemblent à nombre de ces manifestants qui sont descendus dans les rues de Téhéran ».
Sur Critikat,  Camille Pollas trouve que À propos d’Elly « est habile, tant par son scénario que par sa mise en scène, à rebondir sur son récit pour provoquer une réflexion sur le contexte : l’Iran et une part de ses habitants. Le drame arrive subitement, avec un mélange de mystère et de très légère prévisibilité qui augmente l’angoisse puisqu’on n’ose et ne veut pas croire ce qu’on soupçonne être en train de se tramer ».